# Samantha Logic
Samantha Rae Logic (ur. 22 października 1992 w Racine) – amerykańska koszykarka występująca na pozycji rozgrywającej, obecnie zawodniczka Grengewald Hostert.
W 2011 została wybrana najlepszą koszykarką szkół średnich stanu Wisconsin (Wisconsin Gatorade Player of the Year).

## Osiągnięcia
Stan na 6 marca 2023, na podstawie, o ile nie zaznaczono inaczej.
NCAA
- Uczestniczka:
  - rozgrywek Sweet 16 turnieju NCAA (2015)
  - turnieju NCAA (2012–2015)
- Laureatka nagród:
  - Senior Class Award (2015)
  - Big Ten Medal of Honor (2015)
- Zaliczona do:
  - I składu:
    - All-American (2015 przez WBCA, USBWA)
    - konferencji Big Ten (2014, 2015)
    - regionu 6 NCAA (2014, 2015 przez WBCA)
    - Academic All-Big Ten (2013–2015)
    - Capital One Academic All-American (2015)
    - najlepszych pierwszorocznych zawodniczek Big 10 (2012)
    - turnieju:
      - regionalnego NCAA Oklahoma City (2015)
      - Big 10 (2014)

  - II składu All-American (2015 przez ESPN)
  - III składu:
    - All-American (2015 przez Associated Press)
    - Big 10 (2013)

  - honorable mention All-American (2014 przez Associated Press, WBCA)
- Zawodniczka kolejki:
  - NCAA (2.03.2015 według ESPN)
  - konferencji Big 10 (2.03.2015 według ESPN)

### Drużynowe
- Mistrzyni:
  - Bułgarii (2022)[3]
  - Austrii (2018)[4]
  - ligi GWBA (2019)
- Wicemistrzyni Luksemburga (2021)[5]
- Zdobywczyni pucharu:
  - Bułgarii (2022)
  - Austrii (2018)[4]

### Indywidualne
(* – nagrody i wyróżnienia przyznane przez portal eurobasket.com)
- MVP ligi:
  - luksemburskiej (2021)*[5]
  - austriackiej (2018)[4]
- Najlepsza zawodniczka*:
  - zagraniczna ligi luksemburskiej (2021)[5]
  - występująca na pozycji obronnej ligi luksemburskiej (2021)[5]
- Zaliczona do*:
  - I składu ligi:
    - bułgarskiej (2022)[3]
    - luksemburskiej (2021)[5]
    - zawodniczek zagranicznych ligi:
      - luksemburskiej (2021)
      - słowackiej (2019)[6]

  - II składu ligi:
    - luksemburskiej (2020)[7]
    - słowackiej (2019)[6]
    - EWBL (2019)

  - składu honorable mention:
    - CEWL (2018, 2019)
    - austriackiej ligi WNBL (2017)
- Liderka w asystach ligi:
  - luksemburskiej (2020 – 7, 2021 – 6,9)[7]
  - słowackiej (2019 – 4,8)[6]